# Федоровка (Александровський район)
Фе́доровка (рос. Фёдоровка) — село у складі Александровського району Оренбурзької області, Росія.

## Населення
Населення — 233 особи (2010; 278 у 2002).
Національний склад (станом на 2002 рік):
- росіяни — 64 %